# Замек-Кішевський
Замек-Кішевський (пол. Zamek Kiszewski) — село в Польщі, у гміні Стара Кішева Косьцерського повіту Поморського воєводства.
Населення — 244 особи (2011).
У 1975—1998 роках село належало до Гданського воєводства.

## Демографія
Демографічна структура станом на 31 березня 2011 року:
|          | Загалом | Допрацездатний вік | Працездатний вік | Постпрацездатний вік |
| -------- | ------- | ------------------ | ---------------- | -------------------- |
| Чоловіки | 116     | 22                 | 82               | 12                   |
| Жінки    | 128     | 28                 | 70               | 30                   |
| Разом    | 244     | 50                 | 152              | 42                   |